# NGC 1181
NGC 1181 (другое обозначение — PGC 11427) — спиральная галактика (Sb) в созвездии Эридан.
Этот объект входит в число перечисленных в оригинальной редакции «Нового общего каталога».
Во втором Индекс-каталоге было «исправлено» значение прямого восхождения объекта и добавлено, что NGC 1180 и NGC 1181 — это те же галактики, что и NGC 1150 и NGC 1151. Однако Герберт Хоу, сделавший поправку, смотрел на другую пару галактик, координаты которой похожи на координаты NGC 1180 и NGC 1181.